# سوگزویل (آلاباما)
سوگزویل (به انگلیسی: Suggsville) یک منطقهٔ مسکونی در ایالات متحده آمریکا است که در شهرستان کلارک، آلاباما واقع شده‌است. سوگزویل ۱۱۶٫۱۳ متر بالاتر از سطح دریا قرار دارد.